# Matej Maglica
Matej Maglica (Slavonski Brod, 25 settembre 1998) è un calciatore croato, difensore del Darmstadt.

## Carriera

### Gli inizi
Cresciuto nei settori giovanili di Marsonia e Backnang, ha trascorso la prima parte della sua carriera nelle serie dilettantistiche del calcio tedesco: in particolare, gioca una stagione in Verbandsliga (sesta divisione) e due stagioni in Oberliga (quinta divisione) con il Backnang ed un'ulteriore stagione (la 2019-2020) con il Göppinger sempre in Oberliga. Nell'estate del 2020 viene acquistato dallo Stoccarda, che lo aggrega alla propria squadra riserve, con cui Maglica trascorre l'intera stagione 2020-2021, nella quale disputa 26 partite nella quarta divisione tedesca. Il 6 novembre 2021 esordisce in prima squadra, in occasione dell'incontro di Bundesliga perso per 0-1 contro l'Arminia Bielefeld, subentrando all'85' a Nikolas Nartey: si tratta comunque della sua unica presenza in prima squadra, visto che trascorre il resto della stagione prevalentemente con la squadra riserve, con cui gioca ulteriori 14 partite in quarta divisione.
Il 3 gennaio 2022 viene ceduto in prestito agli svizzeri del San Gallo, con i quali nella seconda parte della stagione gioca con regolarità, scendendo in campo in 16 occasioni e segnando anche una rete, la sua prima in carriera in competizioni professionistiche. Il 7 giugno seguente viene poi ceduto a titolo definitivo al club svizzero.

### Ritorno allo Stoccarda e Darmstadt
Viene controriscattato dallo Stoccarda ma il 2 luglio 2023 viene nuovamente girato in prestito al Darmstadt fino al giugno 2024, andando a rinforzare la difesa della squadra neopromossa nel massimo campionato tedesco.

## Statistiche

### Presenze e reti nei club
Statistiche aggiornate al 2 luglio 2023.
| Stagione            | Squadra             | Campionato          | Campionato | Campionato | Coppe nazionali | Coppe nazionali | Coppe nazionali | Coppe continentali | Coppe continentali | Coppe continentali | Altre coppe | Altre coppe | Altre coppe | Totale | Totale |
| Stagione            | Squadra             | Comp                | Pres       | Reti       | Comp            | Pres            | Reti            | Comp               | Pres               | Reti               | Comp        | Pres        | Reti        | Pres   | Reti   |
| ------------------- | ------------------- | ------------------- | ---------- | ---------- | --------------- | --------------- | --------------- | ------------------ | ------------------ | ------------------ | ----------- | ----------- | ----------- | ------ | ------ |
| 2016-2017           | Backnang            | VL                  | 7          | 0          |                 | -               | -               |                    | -                  | -                  |             | -           | -           | 7      | 0      |
| 2017-2018           | Backnang            | OL                  | 10         | 0          |                 | -               | -               |                    | -                  | -                  |             | -           | -           | 10     | 0      |
| 2018-2019           | Backnang            | OL                  | 18         | 2          |                 | -               | -               |                    | -                  | -                  |             | -           | -           | 18     | 2      |
| Totale Backnang     | Totale Backnang     | Totale Backnang     | 35         | 2          |                 | -               | -               |                    | -                  | -                  |             | -           | -           | 35     | 2      |
| 2019-2020           | Göppinger           | OL                  | 19         | 4          |                 | -               | -               |                    | -                  | -                  |             | -           | -           | 19     | 4      |
| 2020-2021           | Stoccarda II        | RL                  | 26         | 0          |                 | -               | -               |                    | -                  | -                  |             | -           | -           | 26     | 0      |
| 2021-gen. 2022      | Stoccarda II        | RL                  | 14         | 0          |                 | -               | -               |                    | -                  | -                  |             | -           | -           | 14     | 0      |
| Totale Stoccarda II | Totale Stoccarda II | Totale Stoccarda II | 40         | 0          |                 | -               | -               |                    | -                  | -                  |             | -           | -           | 40     | 0      |
| 2021-gen. 2022      | Stoccarda           | BL                  | 1          | 0          | CG              | -               | -               |                    | -                  | -                  |             | -           | -           | 1      | 0      |
| gen.-giu. 2022      | San Gallo           | ASL                 | 16         | 1          | CS              | 2               | 1               |                    | -                  | -                  |             | -           | -           | 18     | 2      |
| 2022-2023           | San Gallo           | ASL                 | 31         | 1          | CS              | 3               | 1               |                    | -                  | -                  |             | -           | -           | 34     | 2      |
| Totale San Gallo    | Totale San Gallo    | Totale San Gallo    | 47         | 2          |                 | 5               | 2               |                    | -                  | -                  |             | -           | -           | 52     | 4      |
| Totale carriera     | Totale carriera     | Totale carriera     | 142        | 8          |                 | 5               | 2               |                    | -                  | -                  |             | -           | -           | 147    | 10     |